# Banalia (territorium i Kongo-Kinshasa)
Banalia är ett territorium i Kongo-Kinshasa. Det ligger i provinsen Tshopo, i den centrala delen av landet, 1 300 km nordost om huvudstaden Kinshasa.